# Правителство на Стоян Данев 1, 2 и 3
Първото, второто и третото правителство на Стоян Данев са три последователни правителства от първите години на XX век. Те са двадесет и трето, двадесет и четвърто и двадесет и пето правителство на Княжество България, назначени съответно с указ № 16 от 22 декември 1901 г., указ № 9 от 4 ноември 1902 г. и указ и № 4 от 18 март 1903 г. на княз Фердинанд I. Тези правителства управляват страната до 6 май 1903 г., когато Данев подава оставка на целия кабинет след публичен скандал между просветния министър Александър Радев и княза.:с. 258 Следва второто правителство на Рачо Петров.

## Политика

### Вътрешна политика
На 21 декември 1901 г. е образувано хомогенно правителство на Прогресивнолибералната партия с министър-председател Стоян Данев. Във вътрешнополитически план кабинета концентрира вниманието си върху законодателната дейност на новото Народно събрание. Приети са закони „за разделяне на околиите на избирателни секции“, за именение на „Закона за селските и градските общини“, за „съдебните пристави“ и за „отмяна на покровителственото мито при внос на кожи“. Претърпява корекция и данъкът върху земята.

### Външна политика

#### 1902 – 1903
Във външнополитическата дейност на правителството се откроява амбицията му да се възстановят доверието и връзките между България и Русия. За тази цел през април 1902 г. д-р Данев посещава Петербург. Русия обещава помощ на България както за решаване на проблемите с Румъния, така и за сключване на заем с Франция. Непосредствено преди отпускането на заема Русия подкрепя претенциите на Сърбия за Скопската епархия – сърбинът Фирмилиан е назначен за скопски епископ, акт, който утвърждава претенциите на Сърбия и засилва пропагандата ѝ в Северна Македония. Направените от кабинета отстъпки по този въпрос нарушават връзките му с Екзархията и накърняват авторитета на Прогресивнолибералната партия.
На 31 май 1902 г. при посещението на княз Фердинанд I и на министър-председателя Данев в Русия е подписана тайна Руско-българска военна конвенция. Тя има за цел да се противодейства на конвенцията между Австро-Унгария и Румъния. В случай на война се предвижда въоръжените сили на България да бъдат под руско командване. Договорът не е насочен срещу Турция, има отбранителен характер и не засяга териториални претенции.
Постъпките на българската дипломация за въвеждането на реформи в Македония и Одринско остават без резултат. Русия и Австро-Унгария отново отказват да се ангажират с разрешаването на проблема. Опитите на правителството да постави под контрол дейността на Върховния македно-орински комитет (ВМОК) се провалят. През септември 1902 г. в Горноджумайско избухва въстание, ръководено от Комитета. Непосредствено след потушаването му Великите сили отново припомнят на Високата порта задълженията ѝ по Берлинския договор за провеждане на реформи в Македония и Одринско. За либерализиране на режима на Абдул Хамид II правителството на Данев залага на пълно сътрудничество с руската дипломация. На султана е връчена реформаторска програма. Поради избухването на Илинденско–Преображенското въстание обаче тя не е приложена.
За подготовката на въстанието получават информация както българското правителство, така и Великите сили. Руската дипломация настоява пред кабинета да участва в предотвратяването му. Българското правителство не може открито да подкрепи въстанието. Основните причини за това са недостатъчната подготовка на Княжеството за война с Турция, пацифистката позиция на Русия и надеждата за провеждане на реформи по мирен път в Македония и Одринско с помощта на Великите сили. В началото на 1903 г. кабинетът взема решение за разпускането на ВМК.

### 1903 г. разпускане на правителството
Неактивната позиция на правителството по националния въпрос и вътрешните противоречия в Прогресивнолибералната партия довеждат до падането на правителството в началото на май 1903 г. Княз Фердинанд I предизвиква оставката на кабинета с грубото си поведение към простветния министър Александър Радев. Радев и князът имат дълъг спор за правата и задълженията на изпълнителната власт и двореца, като Радев е категоричен привърженик на доминацията на изпълнителната власт и винаги изразява публично възгледите си. На 2 май по време на прием в двореца князът публично пита Данев „Как смеете да водите този вагабонтин в дома ми?“. Данев веднага подава оставката на целия кабинет и оставката е приета.

## Съставяне
Кабинетът, оглавен от Стоян Данев, е образуван от дейци на Прогресивнолибералната партия.

### Кабинет
Сформира се от следните 8 министри и един председател:
| министерство                          | име | име                         | партия                      |
| ------------------------------------- | --- | --------------------------- | --------------------------- |
| председател на Министерския съвет     |     | Стоян Данев                 | Прогресивнолиберална партия |
| вътрешни работи                       |     | Михаил Сарафов              | Прогресивнолиберална партия |
| външни работи и изповедания           |     | Стоян Данев                 | Прогресивнолиберална партия |
| финанси                               |     | Михаил Сарафов (упр.)       | Прогресивнолиберална партия |
| народно просвещение                   |     | Васил Кънчов                | Прогресивнолиберална партия |
| правосъдие                            |     | Александър Радев            | Прогресивнолиберална партия |
| обществени сгради, пътища и съобщения |     | Александър Людсканов (упр.) | Прогресивнолиберална партия |
| военен                                |     | Стефан Паприков             | военен                      |
| търговия и земеделие                  |     | Александър Людсканов        | Прогресивнолиберална партия |

### Промени в кабинета

#### от 26 януари 1902
| министерство        | име | име                | партия                      |
| ------------------- | --- | ------------------ | --------------------------- |
| народно просвещение |     | Стоян Данев (упр.) | Прогресивнолиберална партия |

#### от 9 март 1902
| министерство                          | име | име                  | партия                      |
| ------------------------------------- | --- | -------------------- | --------------------------- |
| вътрешни работи                       |     | Александър Людсканов | Прогресивнолиберална партия |
| финанси                               |     | Михаил Сарафов       | Прогресивнолиберална партия |
| народно просвещение                   |     | Христо Тодоров       | Прогресивнолиберална партия |
| търговия и земеделие                  |     | Петър Абрашев        | Прогресивнолиберална партия |
| обществени сгради, пътища и съобщения |     | Никола Константинов  | Прогресивнолиберална партия |

#### от 4 ноември 1902
| министерство                          | име | име              | партия                      |
| ------------------------------------- | --- | ---------------- | --------------------------- |
| народно просвещение                   |     | Александър Радев | Прогресивнолиберална партия |
| правосъдие                            |     | Христо Тодоров   | Прогресивнолиберална партия |
| обществени сгради, пътища и съобщения |     | Димитър Попов    | Прогресивнолиберална партия |

#### от 18 март 1903
| министерство | име | име          | партия |
| ------------ | --- | ------------ | ------ |
| военен       |     | Михаил Савов | военен |

## Събития

### 1901
- 22 декември 1901 – след оставката на министър-председателя Петко Каравелов и оттеглянето на демократите от кабинета, цанковистите започват самостоятелно управление начело със Стоян Данев.[8][9]

### 1902
- февруари 1902 – Прогресивнолибералната партия печели изборите за XII обикновено народно събрание.[9]
- 16 май 1902 – султански берат за назначаване на сърбина Фирмилиан за митрополит на Скопие.[10][11]
- 31 май 1902 – Българо-руска военна конвенция осигурява условна руска закрила срещу Румъния, но не и подкрепа срещу Османската империя.[12]
- 20 юни 1902 – Заем с Банк дьо Пари е де Пеи Ба позволява на България да покрие стари задължения към частните кредитори и по окупационния дълг към Русия и да засили армията си с военни поръчки във Франция.[12] Осигурени са и средства за доизграждането на Варненското, Бургаското и Видинското пристанище и за прокарването на жп линия между Търново и Трявна през следващите няколко години. През август в София се установява „делегат на портьорите“, който поема приходите от тютюневите монополи.[13]
- 23 септември 1902 – Въпреки противодействието на Даневото правителство, Върховният македоно-одрински комитет вдига Горноджумайското въстание. Въстанието е потушено с големи жестокости, но кара Русия и Австро-Унгария да наложат реформи на османската власт в македонските вилаети.[14]

### 1903
- януари 1903 – Под руски натиск Данев разтуря ВМОК и македоно-одринските дружества.[14]
- 23 февруари 1903 – Султанът приема Виенската програма за ограничени реформи в Македония.[14]